# Juan de Jáuregui

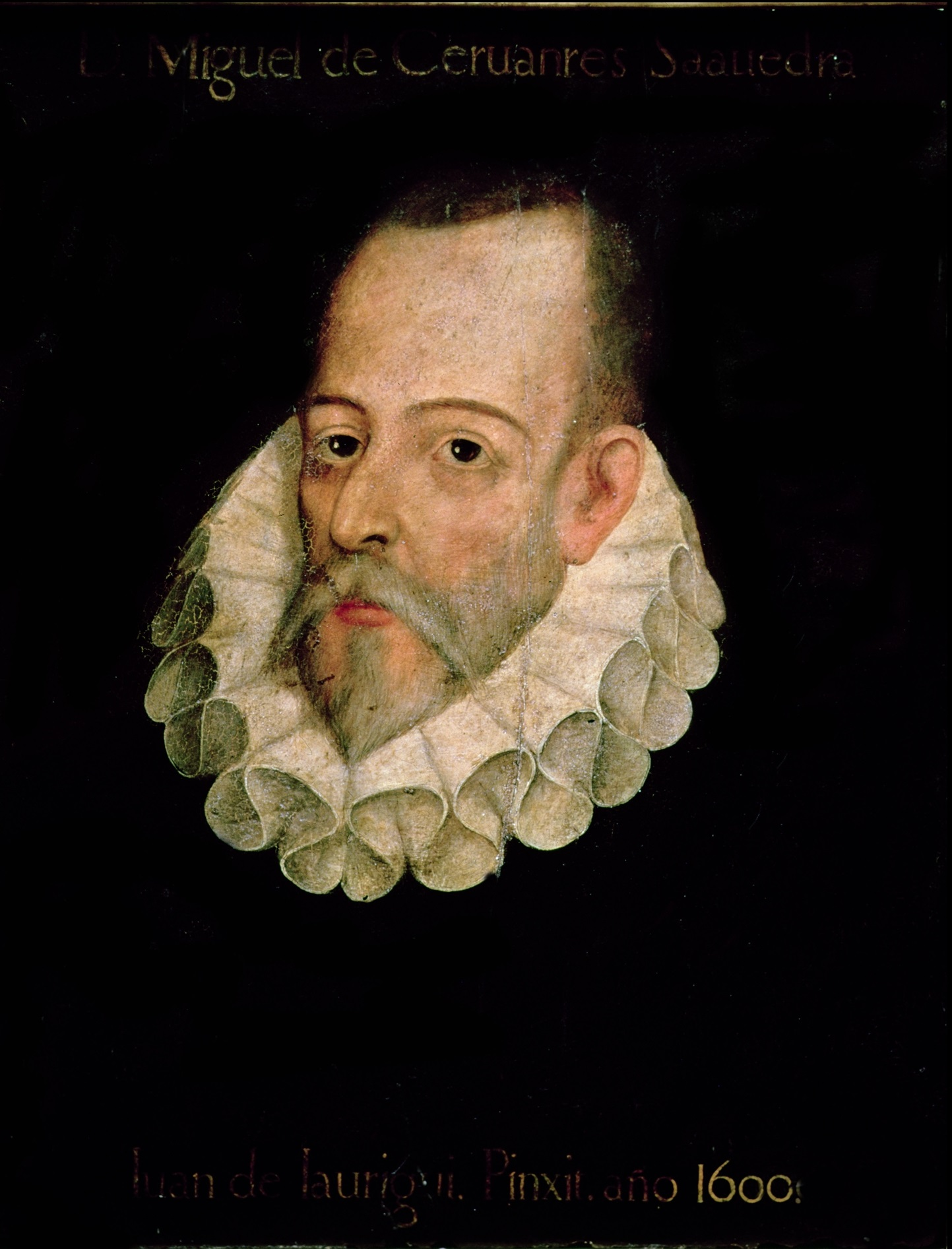
Juan de Jáuregui (um 1600)

Juan de Jáuregui (* 24. November 1583 in Sevilla; † 11. Januar 1641 in Madrid) war ein spanischer Dichter.
Juan de Jáuregui stammte aus einer alten Familie aus der Provinz Biskaya und wurde in Sevilla geboren. Er ging nach Rom, um sich dort in der Malerei auszubilden, beschäftigte sich aber gleichzeitig viel mit Poesie und ließ 1607 eine Übersetzung von Torquato Tassos Aminta (Schäferdichtung) erscheinen, die seinen Namen allgemein bekannt machte.
In sein Vaterland zurückgekehrt, wurde er Stallmeister der Königin Isabella, der ersten Gemahlin Philipps IV.

## Werke (Auswahl)
als Autor
- Discurso poetico. Madrid 1624 (Polemik gegen Luis de Góngora y Argote).
- Discurso apologetico. 1633 (Essay über die Malerei).
- Orfeo. Madrid 1624.
- Rimas. Sevilla 1618.
- Sämtliche poetische Werke. In: Fernandez: Coleccion. Madrid 1789–1819 (Bd. 6–8).

als Übersetzer
- Torquato Tasso: Aminta.
- Marcus Annaeus Lucanus: Pharsalia. Madrid 1614.

Dieser Artikel basiert auf einem gemeinfreien Text aus Meyers Konversations-Lexikon, 4. Auflage von 1888 bis 1890.
| Personendaten    | Personendaten      |
| ---------------- | ------------------ |
| NAME             | Jáuregui, Juan de  |
| KURZBESCHREIBUNG | spanischer Dichter |
| GEBURTSDATUM     | 24. November 1583  |
| GEBURTSORT       | Sevilla            |
| STERBEDATUM      | 11. Januar 1641    |
| STERBEORT        | Madrid             |